# Weiss Manfréd Acél- és Fémművek
La Weiss Manfréd Acél- és Fémművek ("fabbriche siderurgiche Weiss Manfréd" in lingua ungherese) è stata un'azienda siderurgica fondata nel 1882 da Manfréd Weiss, inizialmente come attività legata al settore alimentare. Al principio del Novecento la ditta era divenuta una delle principali fornitrici di materiale bellico all'Impero austro-ungarico e mantenne questo ruolo, dopo un periodo di crisi, anche nel nuovo Regno d'Ungheria. Divenute produttrici anche di motori e mezzi corazzati, le fabbriche Weiss furono duramente colpite durante l'ultimo anno della seconda guerra mondiale e, nel 1950, il regime comunista ungherese nazionalizzò l'intera impresa, che cambiò nome e scopi e continuò a operare fino a poco dopo la conclusione della guerra fredda.

## Storia

### La fondazione e i primi anni
Alla fine del XVIII secolo la famiglia ebraica Weiss lasciò la Moravia e si trasferì a Pest, nella porzione ungherese dell'Impero austriaco: qui aprì una piccola manifattura di tubi e condutture. I Weiss avevano disponibilità finanziarie e comprarono diversi terreni, affermandosi come commercianti agricoli. Con l'inizio dell'industrializzazione attorno alla metà del XIX secolo e l'apparizione della ferrovia, la famiglia moltiplicò le rendite ed entrò nel circuito in crescita della manifattura dei mulini, trasformando in senso capitalistico le proprie attività economiche. Il sesto e ultimo figlio, Manfréd, fu coinvolto negli affari familiari dopo aver studiato in un istituto tecnico economico e aver vissuto brevemente ad Amburgo, dove aveva lavorato come commerciante. Nel 1877, ventenne, entrò nell'azienda agricola del fratello maggiore Berthold Weiss: i due fecero fortuna l'anno successivo e seguenti, quando l'Impero austro-ungarico inviò un grosso corpo di spedizione a occupare la Bosnia ed Erzegovina. Il 28 ottobre 1882 i fratelli Weiss ebbero l'autorizzazione ad aprire una ditta di cibo in scatola a piazza Lövölde, nel settimo distretto della capitale Budapest; si trattava della prima azienda del suo genere in Ungheria. La sede definitiva fu comunque stabilita alcune settimane dopo vicino a un mattatoio, in via Máriássy.
I primi articoli prodotti, oltre alle conserve, erano bottiglie e altro equipaggiamento non bellico poi venduto alle forze armate dell'Impero austro-ungarico, in specie il Gemeinsame Armee. Già alla fine degli anni 1880, comunque, era in corso la produzione di cartucce e caricatori per fucili, prodotti per i quali fu facile adattare i macchinari già in uso per fabbricare scatolette e barattoli. Questi ultimi divennero necessari in numeri sempre maggiori e, così, i fratelli Weiss attrezzarono i propri locali per raffinare e disporre di stagno in autonomia, un primo passo verso la siderurgia. Tra i due, Manfréd si rivelò un imprenditore intraprendente, che operava le proprie scelte in base alla domanda potenziale invece che attuale; una strategia rischiosa che, però, pagò i suoi addendi: la ditta si orientò sempre più alla fabbricazione di cartucce, dato che il governo bicefalo imperiale rappresentava un cliente sicuro. Nel 1890 si verificò un'esplosione accidentale nel reparto munizioni, aggregato alla fabbrica di conserve: le autorità vietarono di continuare la produzione militare sulla stessa proprietà della fabbrica e i Weiss furono costretti a cercare un secondo sito per le attività militari. Lo trovarono nel 1892 sull'isola Csepel, all'epoca zona di periferia di Budapest e quasi disabitata; progettarono di spostare sull'isola, dagli affitti economici e dalla manodopera a basso costo, tutta la loro impresa e ne approfittarono per riorganizzarsi come centro manifatturiero militare. Questi piani furono sostenuti e agevolati da Vienna, al corrente delle numerose relazioni d'affari tra l'azienda dei Weiss e altri enti economici. I Weiss affittarono un iniziale lotto di 5 acri e assunsero circa 40 uomini e un centinaio di donne dai villaggi vicini per dare avvio alla produzione nei nuovi impianti, sancita il 12 gennaio 1893. Tre anni più tardi acquistarono i terreni sui quali sorgeva la loro attività che, alla data, era distribuita in venti stabili e dava lavoro a 400 persone.

### L'affermazione

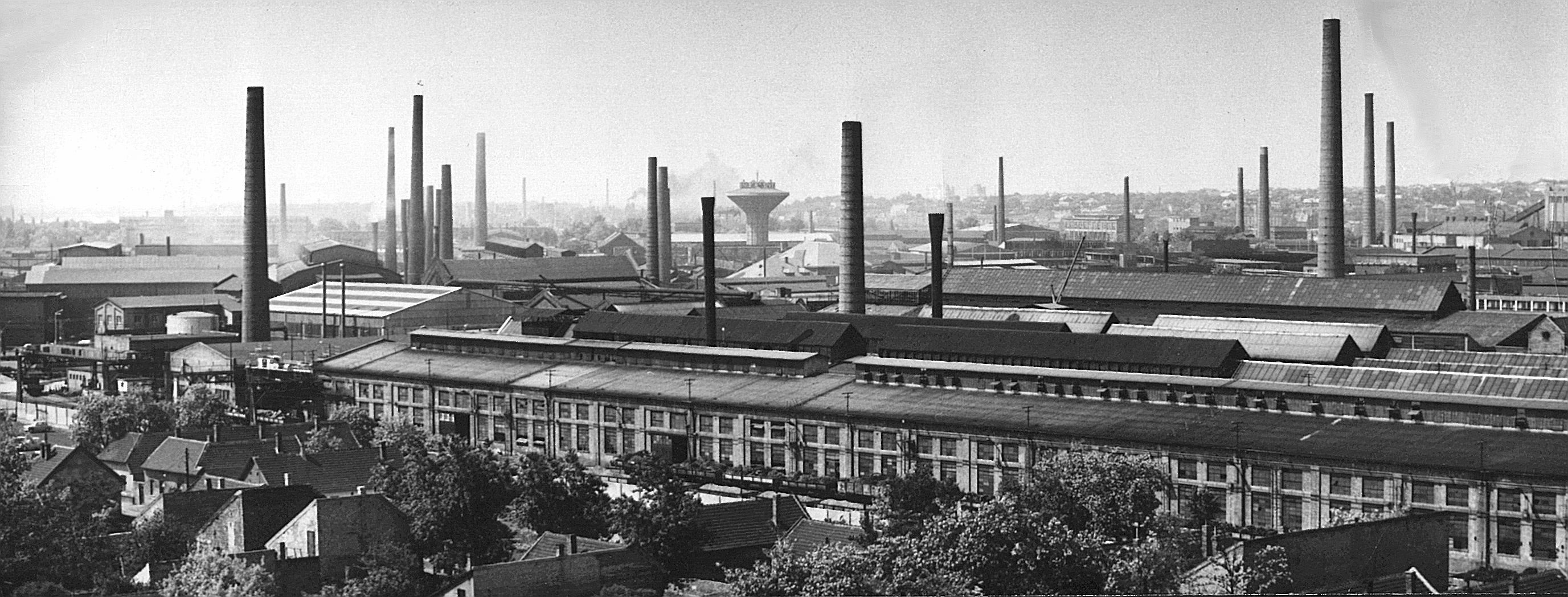
L'area industriale della ditta nel 1901, sull'isola di Csepel

Nel 1896, dopo aver affiancato il fratello minore nel padiglione di una fiera internazionale tenutasi a Budapest, Berthold Weiss si liquidò dall'azienda poiché era stato eletto rappresentante alla Camera bassa della Dieta imperiale ungherese e, per legge, non avrebbe potuto mantenere contatti finanziari con il governo. Manfréd si ritrovò così unico padrone della ditta, che aveva iniziato a crescere rapidamente e si era già dotata di un ramo dedito alla metallurgia del rame per soddisfare le proprie necessità; al 1899 furono completati un serbatoio idrico a torre, un altoforno e un collaudatore di resilienza. La Weiss Manfréd Acél- és Fémművek ("fabbriche siderurgiche Weiss Manfréd") imboccò definitivamente la strada della produzione per la difesa e già nel 1901 forniva all'esercito forni e cucine da campo e altro materiale, oltre a partite di cartucce. Le "fabbriche Csepel" divennero il vero centro della ditta, tanto che nel 1904 ereditarono la qualifica di società madre e presso gli edifici dell'isola furono trasferiti anche gli uffici per l'intermediazione finanziaria. Nel 1907 Weiss completò la realizzazione di una fabbrica di sbarre metalliche e tubi, seguita nel biennio 1911-12 dall'inaugurazione di un'acciaiera del tipo Martin-Siemens: egli investì 5 milioni di corone austro-ungariche in questa modernizzazione, ottenendo in cambio di poter fornire il 42% dei proietti da 104 mm commissionati dal governo alle industrie nazionali. Nel 1911 l'imprenditore concluse inoltre un accordo segreto con gli stabilimenti siderurgici di Witkowitz, i più grandi nell'Impero austro-ungarico. Il contratto prevedeva l'obbligo per gli impianti di Witkowitz di trasferire alla Weiss Manfréd lavoratori, tecnici e conoscenze maturate nel campo dell'assemblaggio delle munizioni, ma in cambio Weiss si impegnava a pagare all'altra parte il 3,5% di ogni partita di munizioni destinata alla k.u.k. Kriegsmarine, ad acquistare solo da essa quei prodotti finiti reperibili solo sul mercato estero e a tenere per sé le informazioni che riceveva. A Manfréd Weiss fu comunque garantito appoggio per ottenere i diritti di fabbricazione dei nuovi proietti navali da 305 mm.
Egli era un lavoratore indefesso e, grazie anche alle proprie connessioni sociali e politiche, riuscì a decuplicare i volumi produttivi della propria ditta, alla quale dedicò la vita e che rese il secondo polo d'industria pesante della duplice monarchia: peraltro non aveva abbandonato del tutto le origini della sua attività e dette un contributo rilevante allo sviluppo di più efficienti mulini a cilindri. Reinvestì gli enormi guadagni nell'acquisto di numerose proprietà a Budapest e dintorni e nell'allargamento della superficie industrializzata a Csepel: nel 1910 la Weiss Manfréd Acél- és Fémművek aveva 5 000 dipendenti, occupava 60 acri e le sue macchine erogavano fino a 7 000 hp. Nel quadriennio 1910-1914 gli impianti Weiss crebbero fino a occupare 125 acri, a godere di una riserva d'energia di 14 000 hp e a toccare la quota di 10 000 lavoratori. Il magnate curò anche l'aspetto assistenziale del crescente proletariato alle sue dipendenze, che stava contribuendo al rapido popolamento di Csepel (circa 10 000 abitanti al 1910): finanziò un asilo nido, una scuola, un ostello dei lavoratori e una casa dei bambini, che accudiva i piccoli e lasciava più libere le madri, oltre a provvedere alla costruzione di una "cucina del popolo" che serviva ogni giorno circa 1 000 pasti – presto divenuta punto di riferimento per gli abitanti dell'isola non coinvolti nell'attività industriale.

### Dalle guerre mondiali alla chiusura

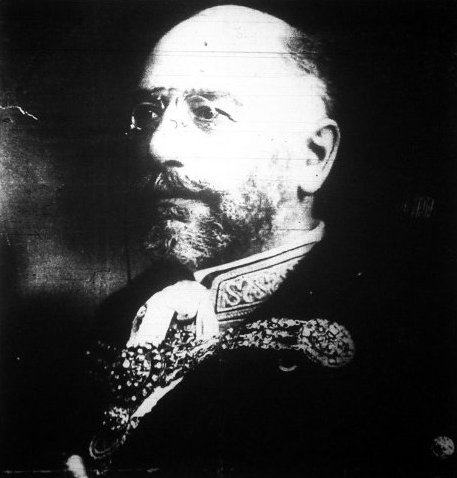
Il proprietario e magnate industriale Manfréd Weiss

Sembra che Manfréd Weiss avesse ritenuto inevitabile l'arrivo di una guerra europea e aveva organizzato le proprie fabbriche di conseguenza, il che permise loro di non farsi trovare impreparate quando il 28 luglio 1914 prese avvio la prima guerra mondiale. Conscio che il conflitto rappresentava comunque una grande opportunità, l'imprenditore introdusse un piano di lavoro con tre turni, per massimizzare il gettito produttivo, e nel 1916 inaugurò un ospedale annesso agli impianti, per assistenza sanitaria tempestiva. Acquistò quindi un altro forno Martin-Siemens, un innovativo forno elettrico ad arco e trasformò la ditta in impresa familiare. Il 1917 segnò l'apice delle fortune di Weiss e la Compagnia d'assicurazioni generale stimò a 100 milioni di corone il valore delle fabbriche di Csepel, il cui personale era lievitato a 28 000 dipendenti. Dopo la sconfitta dell'Impero austro-ungarico, la sua dissoluzione e la nascita di un pienamente indipendente regno ungherese, la ditta dovette cominciare a operare licenziamenti. Proprio negli ultimi giorni di guerra l'importanza dell'azienda fu riconosciuta dall'ex primo ministro ungherese István Tisza, che dichiarò con notevole retorica nazionalista: «Sono emerse solo due cose [dalla guerra]: l'eroismo dei nostri figli e la produttività della Manfréd Weiss». L'anziano imprenditore cominciò a considerare l'idea di convertire gli impianti a una produzione di pace, ma il processo fu quasi subito interrotto nel 1919 dalla Repubblica Sovietica Ungherese, che nazionalizzò la Weiss Manfréd Acél- és Fémművek: Manfréd rimase sconvolto dall'atto e tentò di uccidersi con una dose di veleno, ma fu salvato da alcuni dei suoi dipendenti, che lo portarono in ospedale. Poche settimane dopo si scatenò l'intervento antibolscevico della Romania, che arrivò a occupare Budapest e razziò anche le industrie di Csepel, il cui personale si abbassò a 6 000 unità. Weiss non si riprese più del tutto e fu dunque sempre più affiancato dai familiari nella supervisione della lenta ripresa dell'azienda, assai complicata dal trattato del Trianon del giugno 1920, che proibiva espressamente la produzione di numerosi articoli militari. La Weiss Manfréd Acél- és Fémművek principiò così a dedicarsi alla fabbricazione di prodotti domestici, agricoli o automobilistici come ferri di cavallo, posate, forni, macchine da cucire, motori, bidoni per il latte. Nel 1922 il barone Weiss morì di ictus e alla guida dell'impero industriale gli successero i figli Jenő, Alfons e di uno dei suoi generi.
Nel 1930 la Weiss Manfréd Acél- és Fémművek era di nuovo un notevole centro industriale e contava 15 000 dipendenti. Il governo del reggente Miklós Horthy, nel frattempo, aveva cercato in ogni modo di evadere le limitazioni sugli armamenti negli anni venti e, nel decennio successivo, aveva intrapreso con più decisione il riequipaggiamento delle forze armate con moderni pezzi d'artiglieria, veicoli corazzati e aeroplani. La Weiss costituì allora la spina dorsale dell'industria militare magiara assieme ad altre aziende che, allo stesso modo, si erano formate nei decenni passati – MÁVAG, FÉG, Rába, Ganz, Danuvia. All'inizio gli impianti si occuparono di manutenere e riparare i primi carri armati e autoblindo acquistati dall'esercito ungherese, poi passarono a produrre i mezzi su licenza; l'ingegnere Nicholas Straussler, che lavorava nella ditta, progettò ex novo i due carri armati leggeri V3 e V4, in ultimo rifiutati alle prove ma che si rivelarono una preziosa esperienza tecnica. Pochi anni dopo la Manfréd Weiss propose in autonomia un progetto di autoblindo, che fu accettato dall'esercito come 39M Csaba; dalla fine del 1939, inoltre, l'azienda fu coinvolta nell'importante programma di produzione del 40M Turán I, carro armato medio che doveva formare la componente corazzata per le previste due divisioni blindate. Con l'inizio della seconda guerra mondiale le fabbriche Weiss ebbero un posto di rilievo nello sforzo bellico dell'Ungheria, schieratasi con le potenze dell'Asse: produssero munizioni in quantità, propulsori per aerei, veicoli pesanti e pure l'unico semovente di successo ungherese, il 43M Zrínyi II. Il polo industriale fu gravemente devastato il 27 luglio 1944 da un massiccio attacco della Fifteenth Air Force, condotto da circa 370 bombardieri quadrimotori, e altri danni furono subiti nel corso del brutale assedio di Budapest.
Ridotta in rovina e con la famiglia proprietaria esule, la Weiss Manfréd Acél- és Fémművek fu nazionalizzata dal nuovo esecutivo repubblicano-sovietico nel 1948 e due anni più tardi assunse fu ridenominata Rákosi Mátyás Vas- és Fémművek ("Industrie siderurgiche Mátyás Rákosi"). Visse una seconda giovinezza nel periodo della guerra fredda, ma senza operare più nell'ambito militare: divenne infatti il fiore all'occhiello dell'epoca comunista magiara grazie alla produzione in massa di auto, motociclette, biciclette, condutture e macchinari. Al 1970 contava oltre 35 000 dipendenti, anno nel quale cominciò un lento declino. Nei primi anni novanta le fabbriche siderurgiche Csepel furono privatizzate e i suoi beni furono redistribuiti tra centinaia di altre imprese, che hanno continuato in parte a usare i terreni sull'isola di Csepel (dove rimangono inoltre esempi di archeologia industriale della vecchia Weiss Manfréd Acél- és Fémművek).